# Mir Ali Heravi

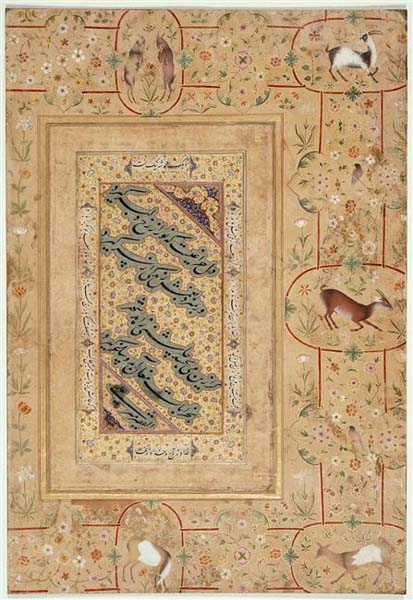
Eine Nastaliq-Schrift von Mir Ali Heravi

Mir Ali Heravi (anhörenⓘ persisch میرعلی هروی IPA: [mir æli jɛ hɛɾævi]; * unbekannt in Herat; † 1544 in Buchara) auch bekannt als Mir Ali Hosseyni Heravi (persisch میرعلی حسینی هروی, IPA: [mir æli jɛ hosɛjni jɛ hɛɾævi]) und Mir Dschan (persisch میرجان, IPA: [miɾ d͡ʒɑn]), tituliert als Kateb-e Soltani war ein prominenter persischer Kalligraf und Kalligrafielehrer der Nastaliq-Schrift im 16. Jahrhundert. Er war nach Mir Emad der zweitbedeutendste persische Kalligraf. Er hatte künstlerischen Einfluss auf die späteren Kalligrafen.

## Leben
Mir Ali Heravi war aus Herat. 1506 emigrierte er mit seiner Familie nach Maschhad, aber nach einer kurzen Zeit kehrten sie nach Herat zurück und blieben dort. In der Jugend war er Schreiber der Befehle und Vorschriften beim Statthalter Herats. Danach begann er als Kalligraf beim Hof des Soltan Hosseyn Bayqara zu arbeiten. Er wurde durch den König favorisiert und wurde als Kateb os-Soltan tituliert. Er unterschrieb einige seiner Werke mit Mir Ali al-Kateb es-Soltani. Er wohnte bis zum Tod des Soltan Hosseyn Bayqara in Herat. Nach dem Tod des Königs lebte er abwechselnd in Maschhad und in Herat. 1512 eroberte Ismail I. Herat. in dieser Zeit wurde Heravi der Protegé von Karim od-Din Habibollah Savoji. nach dem Mord Habibollahs, als Sam Mirsa Safawi, der Bruder des Tahmasp I., der Statthalter Chorassans war, war Mir Ali Heravi seit drei Jahren in Herat bis 1528. 1528 eroberte Obeyd Chan Herat für eine kurze Zeit und nahm Mir Ali Heravi nach Buchara mit und stellte ihn als den Schreiber und Kalligrafielehrer seines Sohnes, Abd ol-Asis Chan, an. Mir Ali Heravi lebte 16 Jahre in Buchara und durfte die Stadt nicht verlassen. Er starb 1544 in Buchara.
Wegen des Heimwehs und obligatorischer Auswanderung nach Buchara und der Entfernung von der Familie lebte Heravi in dieser Stadt unter Depression und Betrübtheit.
Heravi war der Schüler von Seyn od-Din Mohammad, der selbst bei Soltan Ali Maschhadi Kalligrafie gelernt hatte.

## Seine Schüler
Mir Ali Heravi hatte sieben bedeutende Schüler:
- Mir Mohammad Bagher, der Kalligraf beim Hof des Abdul Rahim Khan-e-Khanan, Humayun und Akbar I.
- Chadsche Mahmoud Shahabi, der Chef des Polizeireviers von Herat.
- Ahmad Maschhadi, der Schreiber und Gefährte von Tahmasp I.
- Mir Hosseyn Bokharaei
- Malek Deylami, der Kalligrafielehrer Mir Emads
- Mir Heydar Bokharaei
- Mir Tschalame